# Tapițer
Tapițerul este un meseriaș ce se ocupă cu tapițarea/îmbrăcarea obiectelor de mobilier. Instrumentele cel mai des folosite de tapițeri sunt mașinile de cusut și tăiat sau alte dispozitive speciale. Mediul de lucru al acestora este reprezentat de atelierele speciale de tapițerie.
În general, un tapițer se ocupă cu:
- tăierea mecanică și manuală a materialelor de tapițerie;
- pregătirea și prelucrarea materialelor (adaptare, legare, umplere, fixare arcuri din mobilă etc.);
- ușurarea materialului de umplutură pentru a-l putea coase;
- coaserea tapițeriei cu mașina sau manual;
- realizarea de decorațiuni profesionale din materiale (pe bază de comandă sau din schițele proprii);
- repararea sau restaurarea pieselor de mobilier;

Tapițerii se pot ocupa și de interiorul autovehiculelor.